# Monhystera uncispiculata
Monhystera uncispiculata is een rondwormensoort uit de familie van de Monhysteridae. De wetenschappelijke naam van de soort is voor het eerst geldig gepubliceerd in 1979 door Gagarin.